# Тименское сельское поселение
Ти́менское се́льское поселе́ние — упразднённое муниципальное образование в составе Палехского района Ивановской области России. Административный центр — село Тименка. На территории поселения находятся 15 населённых пунктов.
Образовано 25 февраля 2005 года, в соответствии с Законом Ивановской области N 46-ОЗ «О городском и сельских поселениях в Палехском муниципальном районе».
Главой поселения и Главой администрации является Елисеева Ольга Валентиновна  (недоступная ссылка).
После упразднения населённые пункты вошли в Раменское сельское поселение.

## Географические данные
- Общая площадь: ? км²
- Расположение: восточная часть Палехского района
- Граничит:
  - на севере — с
  - на северо-востоке — с
  - на востоке — с
  - на юго-востоке — с
  - на юго-западе — с
  - на западе — с
  - на северо-западе — с

## Состав поселения
В состав поселения входили следующие населённые пункты:
- Тименка — село, административный центр
- Борисовка — деревня
- Бурдинка — деревня
- Выставка — деревня
- Киселёво — деревня
- Костюхино — деревня
- Куракино — деревня
- Медвежье — деревня
- Новосёлки — деревня
- Олесово — деревня
- Пестово — деревня
- Смертино — деревня
- Фурово — деревня
- Хмельники — деревня
- Хрулёво — деревня